# 阿特柔斯
阿特柔斯（Ἀτρεύς）是希腊神话中珀罗普斯和希波达弥亚的儿子，堤厄斯忒斯的哥哥，迈锡尼国王。阿特柔斯家族的故事特点是复杂且异常堕落，他与弟弟堤厄斯忒斯的世仇有多种版本。
据传弥耳提洛斯断言，有一个诅咒一直折磨着珀罗普斯的后代。珀罗普斯的儿子阿尔卡托俄斯，阿特柔斯和堤厄斯忒斯杀死了同父异母的兄弟克律西波斯（珀罗普斯与一位女神的儿子）。之后这三人都逃离的家乡比萨。阿特柔斯和堤厄斯忒斯来到了迈锡尼，阿特柔斯成为了迈锡尼国王。但是堤厄斯忒斯不但想夺取阿特柔斯的权力，还勾引其妻子埃洛普，因此被阿特柔斯驱逐出迈锡尼。堤厄斯忒斯为了报仇，就派普勒斯忒涅斯（阿特柔斯的儿子，由堤厄斯忒斯抚养，有些版本故事中无此人物）去杀阿特柔斯，阿特柔斯没认出他是自己的儿子而杀掉了他。阿特柔斯得知普勒斯忒涅斯的身分后，便假装邀请堤厄斯忒斯回到迈锡尼寻求和解，作为报复，阿特柔斯在宴会上将堤厄斯忒斯的儿子的肉作为食物给他吃。堤厄斯忒斯满怀惊恐的逃到西库翁，希望自己唯一的女儿菲洛庇亚生育更多的儿子为自己报仇。后来阿特柔斯娶了菲洛庇亚，生下了埃癸斯托斯。埃癸斯托斯实际上是堤厄斯忒斯的儿子，但阿特柔斯卻以为是自己的。
另一个版本称，阿特柔斯和埃洛珀的儿子阿伽门农和墨涅拉俄斯在德尔斐发现堤厄斯忒斯并把他关押在迈锡尼，埃癸斯托斯被派去杀死堤厄斯忒斯，但是堤厄斯忒斯认出了埃癸斯托斯拿着自己的剑，那把剑是菲洛庇亚从其父亲（即堤厄斯忒斯）那里得到之后又将它传给了儿子埃癸斯托斯。透过这把剑，父子相认。最后堤厄斯忒斯和埃癸斯托斯父子两人杀掉了阿特柔斯，夺取了迈锡尼王位，同时驱逐了阿伽门农和墨涅拉俄斯。